# بوك جيس جيس
بوك جيس جيس هو حزب سياسي في السنغال بقيادة بيب ديوب. كان يتألف بشكل أساسي من أعضاء سابقين في الحزب الديمقراطي السنغالي، بقيادة الرئيس آنذاك عبد الله واد، وفاز بأربعة مقاعد في الانتخابات البرلمانية لعام 2012. في عام 2017، عاد الحزب إلى ائتلاف واد، مانكو واتو السنغال،  وفاز بيب ديوب بمقعد الحزب الوحيد في الانتخابات البرلمانية لعام 2017.